# Стерилізація самиць
Стерилізація самиць — метод хірургічної контрацепції, що застосовується у ветеринарії (до самиць), коли перед господарями тварин постає проблема можливої  вагітності цієї тварини. Найчастіше ці тварини — собаки і кішки. Також застосовується щодо самиць бродячих собак, щоб уникнути неконтрольованого зростання їх кількості.
Метод полягає в створенні непрохідності маткових труб хірургічним шляхом. При цьому сперматозоїди не можуть досягти яйцеклітини. Здатність до зносин і оргазм у при цьому зберігається. Операція, як правило, незворотна.